# Leopold Fischer (Architekt)
Leopold Fischer (geboren am 28. April 1901 in Bielitz (Bielsko-Biała), Schlesien; gestorben am 22. August 1975 in Long Beach, Kalifornien) war ein österreichischer Architekt, der zwischen 1925 und 1929 in Zusammenarbeit mit dem Landschaftsarchitekten Leberecht Migge halbländliche Wohnsiedlungen baute und 1936 aufgrund der Nürnberger Gesetze in die USA auswanderte.

## Leben
Leopold Fischer, der aus einer assimilierten jüdischen Familie stammte, studierte von 1920 bis 1924 in der Bauschule von Adolf Loos in Wien und war dessen Meisterschüler. Dort arbeitete er mit Loos an Siedlungsprojekten zusammen und lernte 1924 Leberecht Migge kennen, der mit Loos im Wiener Siedlungsamt zusammenarbeitete. Er baute für Migge dessen Haus in Worpswede um und entwickelte mit ihm Selbstversorgerhäuser und Siedlungen für Selbstversorger. Da Loos sein Büro in Wien aufgab und nach Paris zog, folgte Fischer 1925 einer Einladung von Walter Gropius nach Dessau, um dort im Baubüro Gropius am Bauhaus Dessau die Planung der Bauhaussiedlung Dessau-Törten zu übernehmen. Aufgrund von Meinungsverschiedenheiten insbesondere mit Ernst Neufert verließ Fischer Gropius und leitete anschließend von 1925 bis 1931 den Anhaltischen Siedlerverband, um für diesen bis zu dessen Konkurs im Zuge der Weltwirtschaftskrise Wohnsiedlungen in Dessau (Klein-Kühnau, Dessau-Ziebigk), Coswig, Zerbst, Köthen, Bernburg zu bauen und über dreihundert Typenhäuser nach ökologischen Bauprinzipien zu entwickeln. Am 2. März 1927 lud er Adolf Loos zu einem Vortrag nach Dessau ein. Die ihm 1927 durch Hannes Meyer angetragene Leitung der Bauabteilung am Bauhaus Dessau lehnte Fischer aufgrund seiner Verpflichtungen im Siedlerverband ab. 1927/28 errichtete er für die Modistin Hedwig Liebig (1872–1959) ein Atelier- und Wohnhaus (Villa Liebig) mit Dachgarten in kubischer Bauweise entsprechend dem Raumplan von Adolf Loos in der Kleiststraße in der Nähe des Bauhauses, wo er selbst von 1930 bis 1933 wohnte. 1931 lernte er in Dresden die Tänzerin und Mary-Wigman-Schülerin Gerda Vogt (1905–2002) kennen, die aus Bielefeld stammte, seine Verlobte wurde und ihm Aufträge vermittelte. Zwischen 1932 und 1936 baute Fischer Einfamilienhäuser in Berlin, Bielefeld, Stuttgart, Kronach und Werther. Die letzten Bauten, die Fischer in Deutschland realisieren konnte, waren drei kleine Einfamilienhäuser am Stölpchensee in Berlin-Wannsee, eines davon für Klara Vogt, die Mutter seiner Verlobten. 1936 wohnte Fischer mit Gerda Vogt in Bielefeld, wo sie mit dem Maler Peter August Böckstiegel befreundet waren und von wo er über Rotterdam am 24. September 1936 auf der Flucht vor den Nationalsozialisten nach Los Angeles in die USA auswanderte.
Dort arbeitete Fischer, der Violine spielte und die Zweite Wiener Schule schätzte, aufgrund einer Empfehlung von Arnold Schönberg, mit dem Adolf Loos befreundet war, zunächst von 1938 bis 1940 mit Frank Lloyd Wright in Talesien in Spring Green, Wisconsin, zusammen und eröffnete dann 1940 sein eigenes Büro am Santa Monica Boulevard in Beverly Hills, das er 1961 mangels Aufträgen schloss und nach Seal Beach verlegte. Mitte der 1950er Jahre besuchte er Gerda Vogt in Bielefeld und die Internationale Bauausstellung Interbau in West-Berlin. 1975 starb er in Long Beach.

## Rezeption
Leo Adler erwähnt Leopold Fischer und zeigt eine Luftaufnahme der Siedlung Dessau-Ziebigk in Wasmuth's Lexikon für Baukunst (Bd. 2, 1930), nicht aber in seiner Monografie „Neuzeitliche Miethäuser und Siedlungen“ (1931/1998). Erst die Bielefelder Kunsthistorikerin Irene Below beginnt 1993 über Leopold Fischer zu forschen und macht zusammen mit dem Bauhaus e. V., vertreten durch Wolfgang Paul, in Veröffentlichungen und Vorträgen auf die Bedeutung des vergessenen Werkes von Leopold Fischer aufmerksam.